# Oscar R. Luhring

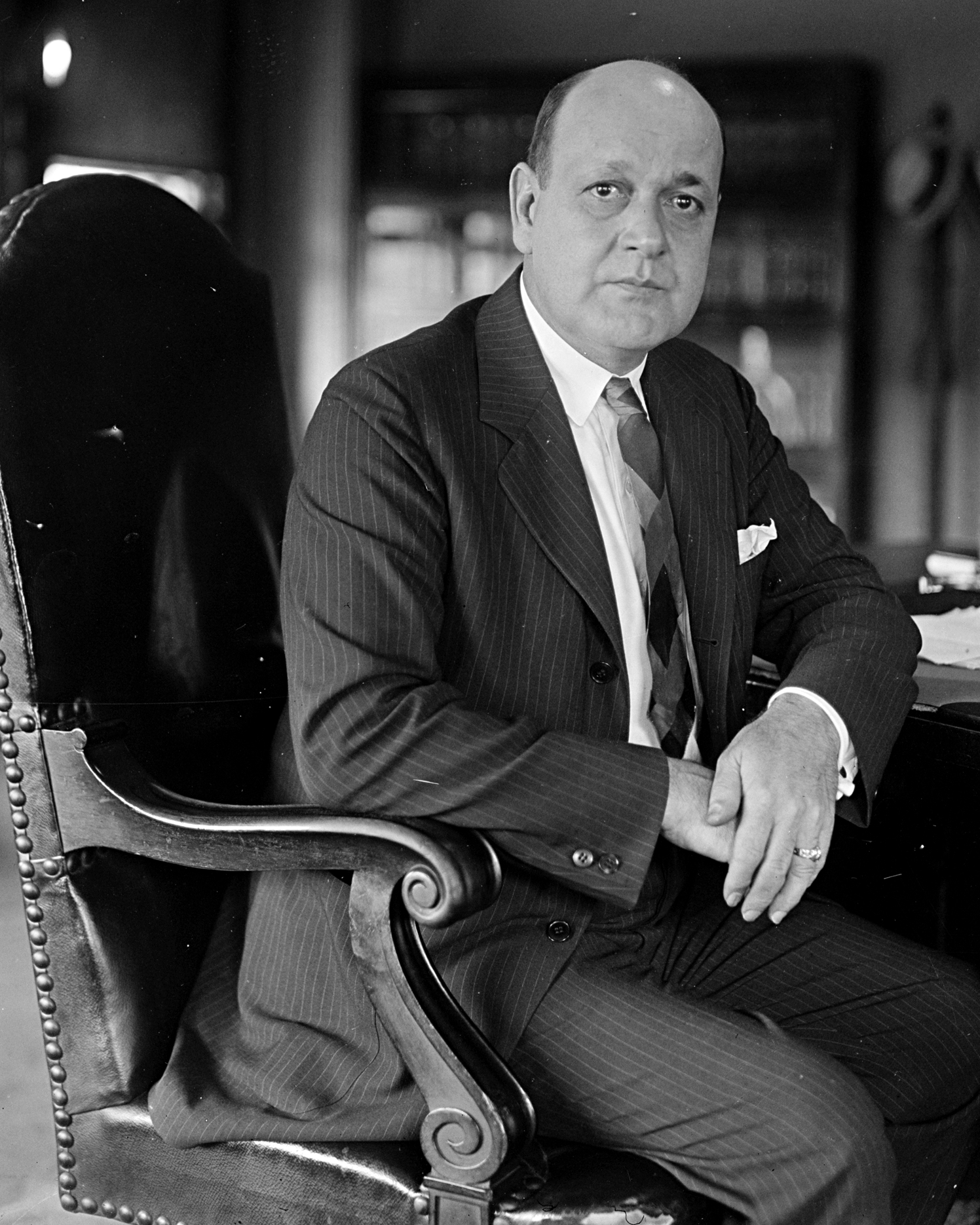
Oscar R. Luhring

Oscar Raymond Luhring (* 11. Februar 1879 in Haubstadt, Gibson County, Indiana; † 20. August 1944 in Washington, D.C.) war ein US-amerikanischer Politiker. Zwischen 1919 und 1923 vertrat er den Bundesstaat Indiana im US-Repräsentantenhaus.

## Werdegang
Oscar Luhring besuchte die öffentlichen Schulen seiner Heimat. Nach einem anschließenden Jurastudium an der University of Virginia in Charlottesville und seiner im Jahr 1900 erfolgten Zulassung als Rechtsanwalt begann er in Evansville in diesem Beruf zu arbeiten. Politisch wurde er Mitglied der Republikanischen Partei. In den Jahren 1903 und 1904 saß er als Abgeordneter im Repräsentantenhaus von Indiana. Zwischen 1908 und 1912 arbeitete Luhring als stellvertretender Staatsanwalt.
Bei den Kongresswahlen des Jahres 1918 wurde er im ersten Wahlbezirk von Indiana in das US-Repräsentantenhaus in Washington gewählt, wo er am 4. März 1919 die Nachfolge von George K. Denton antrat. Nach einer Wiederwahl konnte er bis zum 3. März 1923 zwei Legislaturperioden im Kongress absolvieren. In dieser Zeit wurden der 18. und der 19. Verfassungszusatz ratifiziert. Im Jahr 1923 unterlag Luhring dem Demokraten William E. Wilson.
Zwischen 1923 und 1925 arbeitete Oscar Luhring für das Bundesarbeitsministerium. Im Jahr 1925 wurde er von Präsident Calvin Coolidge zum stellvertretenden Justizminister (Assistant Attorney General) ernannt; 1930 wurde er Richter am Obersten Gerichtshof des District of Columbia. Dieses Amt bekleidete er bis zu seinem Tod am 20. August 1944.